# André Timm

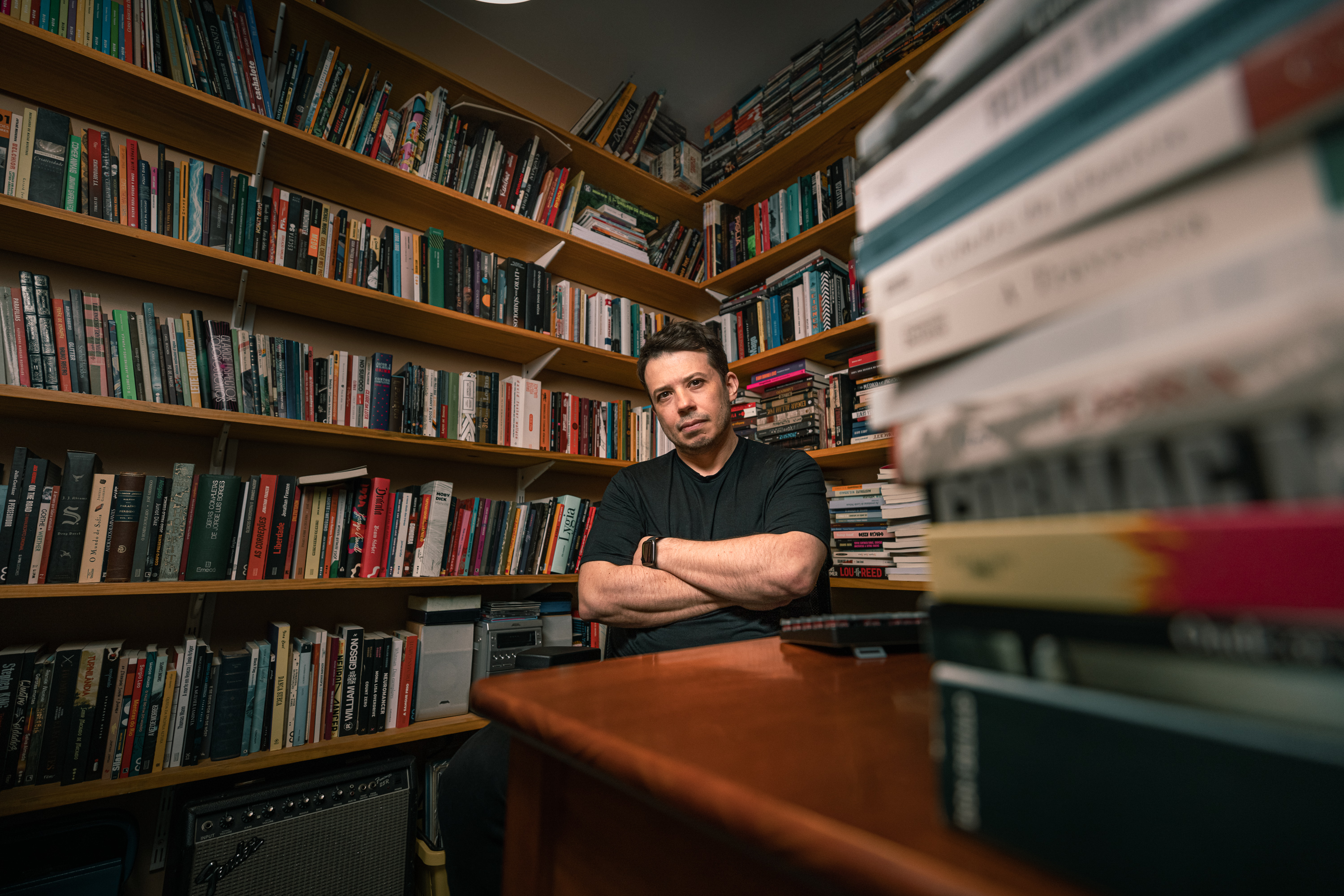

André Timm é um escritor brasileiro . Natural de Porto Alegre e radicado em Santa Catarina desde 2004 . É autor de Insônia (2011), Modos Inacabados de Morrer (2017), romance finalista do Prêmio São Paulo de Literatura, também publicado na Itália, e Morte Sul Peste Oeste (2020) , vencedor do Prêmio Minuano de Literatura 2021. Em 2018, venceu o Prêmio Off Flip, da Festa Literária Internacional de Paraty. Em 2024, lançou Objeto Cintilante: História Sulfúrea .
Sua obra foi tema de diversas resenhas e matérias jornalísticas, caindo no gosto dos leitores, conquistando a crítica e seus pares na literatura, entre eles Itamar Vieira Junior, Joca Reiners Terron, Santiago Nazarian e Paulo Scott.
1. 1 2 3 4  «Home». www.andretimm.net (em inglês). Consultado em 27 de maio de 2024
2. ↑  Riff, Agência. «André Timm». Agência Riff. Consultado em 27 de maio de 2024
3. ↑  Timm, André (4 de julho de 2018). Insônia. [S.l.]: e-galáxia
4. ↑  Timm, André (7 de junho de 2019). Modos inacabados de morrer 1ª edição ed. [S.l.]: e-galáxia
5. ↑  «Prêmio São Paulo de Literatura anuncia vencedores nessa segunda-feira». Consultado em 27 de maio de 2024
6. ↑  «Tuga Edizioni | Autori André Timm» (em italiano). Consultado em 27 de maio de 2024
7. 1 2  Timm, Anbdré (1 de janeiro de 2020). Morte Sul Peste Oeste 1ª edição ed. Porto Alegre, RS, Brasil: Taverna
8. ↑  Timm, Anbdré (1 de janeiro de 2020). Morte Sul Peste Oeste 1ª edição ed. Porto Alegre, RS: Taverna
9. ↑  RS, Literatura (5 de novembro de 2021). «Conheça os vencedores do Prêmio Minuano de Literatura 2021». Literatura RS. Consultado em 27 de maio de 2024
10. ↑  PublishNews. «Prêmio Off Flip de Literatura 2018 divulga vencedores». PublishNews. Consultado em 27 de maio de 2024
11. ↑  Timm, André (30 de junho de 2024). Objeto Cintilante: História Sulfúrea 1ª edição ed. Rio de Janeiro, RJ: Editora Faria e Silva